# Pseudostenophylax auriculatus
Pseudostenophylax auriculatus är en nattsländeart som beskrevs av Tian och Li in Huang 1988. Pseudostenophylax auriculatus ingår i släktet Pseudostenophylax och familjen husmasknattsländor. Inga underarter finns listade i Catalogue of Life.